# Campyloneurum vulpinum
Campyloneurum vulpinum là một loài thực vật có mạch trong họ Polypodiaceae. Loài này được (Lindm.) Ching miêu tả khoa học đầu tiên năm 1940.